# Kepler-88
Kepler-88 é uma estrela parecida com o Sol na constelação de Lyra, com três planetas.
Em abril de 2012, os cientistas descobriram que um candidato ao Kepler KOI-142.01 (Kepler-88b) exibia variações significativas no tempo de trânsito causadas por um planeta inerte. Grandes o suficiente para causar alterações em Kepler-88b também. Estas variações ajudaram a restringir as massas dos dois planetas. O planeta inerte foi confirmado pelo método da velocidade radial em novembro de 2013.

## Sistema planetário
- Kepler-88b é o planeta mais interno do sistema e tem o tamanho semelhante ao planeta Netuno, porém com quase a metade da densidade.
- Kepler-88c é cerca de 60% tão massivo quanto o planeta Júpiter, mas seu raio não é conhecido devido à não passagem do planeta.
- Kepler-88d possui três vezes a massa do planeta  Júpiter, e é o mais massivo do sistema.[6] Orbita de forma elíptica a estrela a cada quatro anos. Este foi descoberto com base em seis anos de acompanhamento da velocidade radial (VD) do espectrômetro de alta resolução Echelle Spectrometer WM Keck Observatory.[7]